# Kazimierz Kula (pilot)
Kazimierz Piotr Kula (ur. 26 listopada 1909 w Łodzi, zm. 4 lipca 1941 w Augustenfeld) – porucznik pilot Wojska Polskiego, polski pilot doświadczalny.

## Życiorys
Syn Stanisława i Amalii. W 1928 roku uzyskał maturę w Gimnazjum Humanistycznym Kazimierza Tomaszewskiego w Łodzi. Od 1 października rozpoczął naukę na Wydziale Mechanicznym Politechniki Warszawskiej. Od sierpnia do listopada 1930 roku odbywał szkolenie w Szkole Podchorążych Rezerwy Piechoty w Zambrowie. Następnie został skierowany do Szkoły Podchorążych Lotnictwa w Dęblinie, którą ukończył w sierpniu 1931 roku. Otrzymał przydział do eskadry treningowej 1. pułku lotniczego. 1 stycznia 1933 roku został awansowany na stopień podporucznika pilota. Od 1 do 15 sierpnia 1933 roku brał udział w Harcerskiej Wyprawie Szybowcowej na IV Jamboree Skautowe w Gödöllő na Węgrzech.

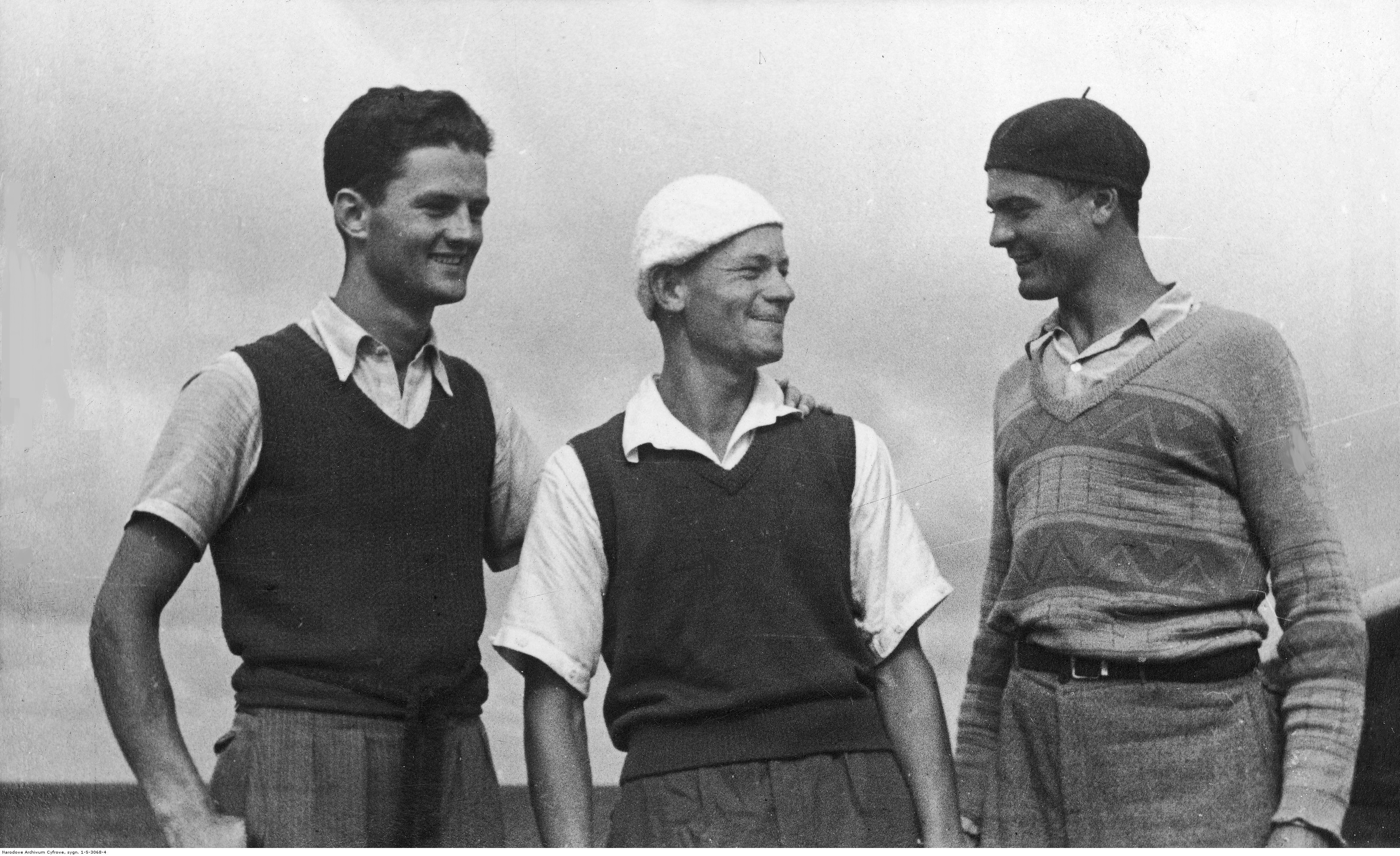
Piloci Stanisław Piątkowski (1. z lewej), Piotr Mynarski i Kazimierz Kula na lotnisku w Skniłowie k. Lwowa; 1933

Wiosną 1935 roku na lotnisku mokotowskim oblatał prototyp szybowca akrobacyjnego Sokół konstrukcji Antoniego Kocjana. Na skutek awarii silnika samolotu holującego RWD-8 wyczepił szybowiec na niewystarczającej wysokości. Podczas podejścia do lądowania uderzył w topolę rosnącą na obrzeżach lotniska. Szybowiec uległ zniszczeniu, ale pilot odniósł jedynie niewielkie obrażenia.
Na przełomie września i października 1935 roku wystartował na szybowcu CW-5 w III Krajowych Zawodach Szybowcowych w Ustjanowej. W klasyfikacji pierwszej grupy pilotów zajął trzecie miejsce.
Od 18 do 24 maja 1936 roku, w ramach obrad Międzynarodowej Komisji Studiów Szybowcowych (ISTUS), Aeroklub Węgier zorganizował pokazy i zawody szybowcowe. Związek Harcerstwa Polskiego wystawił reprezentację, która stacjonowała na lotnisku Hármashatárhegy. Kazimierz Kula i Tadeusz Derengowski na szybowcu Sokół wykonywali loty pokazowe.
W 1936 roku rozpoczął pracę w Instytucie Technicznym Lotnictwa (ITL). Przeszedł przeszkolenie w Wyższej Szkole Pilotażu w Grudziądzu i objął stanowisko pilota doświadczalnego i kierownik referatu pomiarów i osiągów w Oddziale Badań w Locie ITL. W październiku 1938 roku w Pucku przeprowadził próby samolotu RWD-17W w wersji wyposażonej w pływaki. W dniu 15 sierpnia 1939 roku wykonał pierwszy lot na prototypie samolotu myśliwskiego PZL P.11g Kobuz.
Tuż przed wybuchem II wojny światowej został zmobilizowany, a jego zadaniem była ewakuacja samolotów prototypowych. 6 września 1939 roku przeprowadził lotem samolot PZL.37B Łoś na lotnisko Małaszewicze. Następnie został ewakuowany do Rumunii, a stamtąd do Francji. Trafił do Grupy Salon, skąd już 4 listopada 1939 roku został wysłany do Wielkiej Brytanii.
Otrzymał numer służbowy RAF 76652. Przeszedł kurs przygotowawczy w bazie w Redhill, następnie szkolenie w 18. Operational Training Unit (OTU). Po przeszkoleniu otrzymał przydział do 300. dywizjonu bombowego i w jego składzie brał udział w nalotach bombowych na III Rzeszę. W okresie Bitwy o Anglię wykonał dwa loty bojowe samolotami Fairey Battle na bombardowanie barek desantowych: 15 września w porcie Boulogne-sur-Mer i dziesiątego października w pocie Calais. 4 lipca 1941 roku na samolocie Vickers Wellington BH-X (nr R1642) wystartował na bombardowanie Bremy. Podczas dolotu nad cel samolot został zaatakowany przez niemiecki nocny myśliwiec i rozbił się w pobliżu Augustenfeld, a jego załoga zginęła. Wraz z sgt. Janem Romanem Mieczkowskim, sgt. Władysławem Urbanowiczem oraz sgt. Otton Hermanem został pochowany w grobie tymczasowym, po zakończeniu działań wojennych został ekshumowany i pochowany na brytyjskim cmentarzu wojskowym w Oldenburgu, grób nr 9, działka 14, rząd D.

## Ordery i odznaczenia
- Krzyż Srebrny Virtuti Militari nr 9121,
- Krzyż Walecznych – trzykrotnie,
- Polowa Odznaka Pilota,
- Medal Lotniczy[17]